# 大阪市立扇町総合高等学校
大阪市立扇町総合高等学校（おおさかしりつ おうぎまちそうごう こうとうがっこう）は、大阪市北区松ヶ枝町にあった総合学科の公立高等学校。

## 概要
1923年に大阪市立扇町商業学校として創立し、戦後の学制改革で新制高校の大阪市立扇町商業高等学校となった。かつては商業科を設置する商業高等学校だったが、2001年度に総合学科に改編し、それにあわせて扇町総合高等学校へと改称した。
2021年度新入生を最後に募集を停止し、2022年度より大阪府に移管、および同年度に新設される大阪府立桜和高等学校に統合再編された。2021年までに入学した在校生の学籍は卒業まで扇町総合高等学校のままとなり、在校生が卒業する2024年3月末に閉校した。
総合学科では、計画的に専門的な知識・技術を身につけるための配慮として、科目種別ごとに系列が設置されていた。2019年度までの入学者については、大阪文化・会計ビジネス・環境科学・国際観光・情報ネットワーク・マーケティングデザインの6系列が設置されていた。2020年度入学者以降は大阪文化・環境科学・マーケティングデザイン・会計ビジネスの4系列に再編された。1年次に各系列についての説明を受けて系列を選択し、2年次よりそれぞれ系列に分かれ専門的科目を学んだ。原則的に1年次に決定した系列は変更できない。

### 系列
総合学科の系列については、以下のようなものが設置されている。
大阪文化系列
大阪の歴史・文化を中心に英語・古典・歴史などの文系科目を学ぶ。大阪の寺院・碑文を実際に訪問して歴史を学ぶこともある。おもに人文系・社会学系・語学系大学への進学を目指す。
会計ビジネス系列
簿記・会計を中心に経営・経済について学ぶ。簿記検定や電卓検定など多くの資格取得にも挑戦できる。卒業後は就職するものや経営系・商学系の大学へ進学する者が多い。
環境科学系列
理系科目を中心に環境について学ぶ。川の水質調査などにも積極的に取り組んでいる。また、危険物取扱者や毒物劇物取扱責任者などの難易度の高い資格取得にも挑戦できる。理系・看護医療系大学への進学を目指す。
国際観光系列（2020年入学生以降は廃止）
語学・地理文化を中心に旅行業務や観光業務について学ぶ。観光業務の模擬実習も行い、参加費無料のバスツアーを生徒が実際に企画・開催することが卒業演習ともなっている。商業・観光・語学系大学への進学を目指す。
情報ネットワーク系列（2020年入学生以降は廃止）
ネットワーク構築・プログラミングなど工業商業両面のITを学ぶ。また、情報の収集・加工・発信といったプレゼンテーション能力についても学び、各種大会にも多く参加し成果をあげている。工業・商業・情報系の大学への進学を目指す。
マーケティングデザイン系列
デザインや経営を中心に販売促進のためのマーケティングについて学ぶ。地元の商店街の協力のもと店舗実習も行う。経営・芸術・商学系大学への進学を目指す。

## 沿革
1922年3月に開校認可を受け、1923年4月10日に大阪市立扇町商業学校として、大阪市北区西扇町（現在の北区神山町・大阪市立天満中学校付近）に開校した。
太平洋戦争に伴う戦時体制に伴い、繰り上げ卒業や4年制への短縮、勤労動員などがおこなわれた。戦時措置としての工業学校への転換は免れたものの、1944年に校舎を大阪市立医学専門学校に明け渡すことになったうえ、1944年以降新入生の募集停止を余儀なくされた。
しばらく元の敷地で大阪市立医学専門学校と校舎を共有する形になったが、1945年6月に大阪市堀川国民学校（現在の大阪市立堀川小学校）に校舎を移転した。さらに終戦直後の1945年11月には、大阪市北野国民学校に校舎を移転した。
終戦後1946年度より新入生募集を再開した。同年には、戦災で校舎を焼失した大阪市立靱商業学校を合併している。
1948年の新制高等学校発足の際、旧制大阪市立中之島女子商業学校を合併して男女共学を実施した。
終戦直後に授業をおこなっていた北野国民学校校舎は、1949年には大阪市立大学理工学部の校舎として使われることになった。このため1949年10月に旧松ヶ枝国民学校跡の現在地に校舎を設置した。
創立時から一貫して商業科として商業教育を実施していたが、2001年に総合学科に改編した。

### 学校統合
大阪市教育委員会は2010年代に入り、大阪市立の普通科系高等学校の再編方針を打ち出した。背景には、少子化の進行による生徒数の減少や、大阪府教育委員会と大阪市教育委員会が連携して2013年11月に打ち出した「2018年度までに府立・大阪市立あわせて7校程度の公立高校の募集停止・統廃合を検討する」方針があった。
大阪市高等学校教育審議会は2017年1月23日、「本市普通科系高等学校の在り方について（第12次答申）」を大阪市教育委員会に提出した。答申では、市立普通科系高等学校7校を設置学科の特徴によって「スポーツ体育系」「理数系」「言語系・実業系および総合学科」の3グループに分類し、「言語系・実業系および総合学科」の同一グループに分類された大阪市立南高等学校・大阪市立西高等学校および大阪市立扇町総合高等学校について、英語力やICT活用力・市立としての強みを生かした高大連携などをおこなう新たな普通科系高等学校としての検討を提言した。
2017年7月14日の大阪市教育委員会会議において、南高等学校・西高等学校および扇町総合高等学校の大阪市立3高校を1校に統合し、2022年4月1日に従来の扇町総合高等学校の校地に新しい普通科系高等学校を開校させる計画が原案どおり了承された。
統合方針に伴い、統合元の3校についても2020年度・2021年度の学科構成および入学者選抜の再編成がおこなわれ、2018年10月2日の大阪市教育委員会会議で基本方針が承認された。扇町総合高校については従来の総合学科1学年5学級編成から、2020年度および2021年度入学生については1学年2学級編成に減員され、また総合学科の「系列」も従来の6系列から4系列に再編された。2021年度入学生を最後に新入生の募集が停止された。
統合新校の名称は、2020年5月に「桜和（おうわ）高等学校」に決定した。2020年5月26日に大阪市会で統廃合関連の条例案が可決されたことにより、2022年4月1日付での桜和高等学校の設置と統合が条例上も正式に決定した。
また大阪市と大阪府の方針により、大阪市立の高校全校を大阪府に移管する方針が具体化した。大阪市と大阪府は2019年7月にプロジェクトチームを設置し、2019年9月までに市立高校の府立移管方針を基本合意した。その後具体的な折衝がおこなわれ、大阪府教育委員会は2020年8月31日の教育委員会会議で、市立高校の府立移管・府立としての受け入れ方針を承認した。
2020年12月に大阪市会および大阪府議会で移管に関連する条例が可決・成立した。これに伴い大阪市立の高等学校は2022年度より大阪府に移管されることになった。
開校予定だった桜和高等学校は2022年4月1日付で、府立高校として開校した。また2022年4月時点での在校生（2022年度2・3年）については、府立へと移管された上で、西高等学校・南高等学校・桜和高等学校の生徒と同じ校舎（現扇町総合高校敷地）で授業を受けた。在校生が卒業する2024年3月に閉校した。

### 年表
- 1922年3月 - 開校認可される。
- 1923年4月10日 - 大阪市立扇町商業学校として開校。定員750名であった。
- 1944年 - 戦時措置により新入生募集を停止。校舎を大阪市立医学専門学校に転用し、1945年6月まで同校と敷地を共有。
- 1945年6月 - 堀川国民学校に校舎を移転。
- 1945年11月 - 北野国民学校に校舎を移転。
- 1946年4月 - 生徒募集を再開。
- 1948年4月 - 学制改革により大阪市立扇町商業高等学校が発足。商業科を設置。大阪市立中之島女子商業学校を合併。男女共学を実施。
- 1949年10月 - 現在地に移転。
- 1959年11月 - 文部省から産業教育の研究校に指定され、研究発表を実施。
- 1968年11月 - 大阪市教育委員会から商業教育の研究校に指定され、研究発表を実施。
- 1992年5月 - 文部省より「社会の変化に対応した新しい学校運営等に関する調査研究校」に指定される。
- 2001年 - 総合学科に改編。大阪市立扇町総合高等学校と改称。
- 2002年4月 - 大阪経済大学と高大連携協定を締結。
- 2004年4月- 2学期制を導入。
- 2017年7月14日 - 大阪市教育委員会、扇町総合高校など3校を統合し新校を設置する方針を決定。
- 2020年5月26日 - 大阪市会での学校設置条例改正案可決により、2022年度以降の統合が正式に決定。
- 2020年12月 - 大阪府への移管関連条例、大阪市会・大阪府議会でそれぞれ成立。
- 2021年 - この年を最後に新入生募集を停止。
- 2022年4月1日- 大阪府に移管。大阪府立扇町総合高等学校となる。扇町総合高等学校、大阪市立西高等学校、大阪市立南高等学校の三校を一校に統合し、扇町総合高等学校校地に大阪府立桜和高等学校が開校。
- 2024年3月31日 - 閉校。

## 部活動
野球部はセンバツに2度出場した。戦績は出場2回で1勝2敗である。また扇町商時代から野球部の帽子には何の文字もマークもなく、ただの濃紺の帽子を着用していた。
吹奏楽部は吹奏楽コンクールの全国大会や大阪府大会などで複数回の上位入賞経験がある。地域貢献やボランティア活動などにも積極的に取り組み、地域行事などで依頼を受けての演奏などもおこなっていた。

## 出身者
- 飯島泰蔵 - 情報工学者、東京工業大学名誉教授。紫綬褒章受章。
- 岡本忠之 - 東京六大学野球・早稲田大学選手。
- 佐竹政和 - 元日本生命選手・監督。日本野球連盟評議員。
- 名取幸政 - 俳優、声優。
- 松川博爾 - 元プロ野球選手。
- 萌々 - お笑いコンビ・爛々のメンバー。NSC39期生。
- 山本吉兵衛 - 元資生堂社長。
- 横山光次 - 元プロ野球選手。
- 中野明 - 政治家、公明党参議院議員。

## 交通
- JR西日本 大阪環状線 桜ノ宮駅（西口）より南西へ約900m
- JR西日本 JR東西線 大阪天満宮駅（1番出口）より北東へ約600m
- Osaka Metro 谷町線・堺筋線 南森町駅（3号出入口）より北東へ約800m
- 京阪電鉄 京阪本線・京阪中之島線 天満橋駅より北へ約1km
- 大阪シティバス 東天満バス停より北へ約200m